# Mihail Voronovici
Mihail Mihailovici Voronovici (în rusă Михаил Михайлович Воронович, în ucraineană Михайло Михайлович Воронович; n. 1868 – d. noiembrie 1918) a fost în perioada anilor 1915 – 1917, ultimul guvernator al Basarabiei țariste. 
După revoluție a ocupat mai multe posturi în guvernul ucrainean al hatmanului Skoropadski.

## Biografie
Provenea dintr-o familie nobilă ereditară, care deținea o moșie de 1.000 de zeciuieli în gubernia Kiev. În 1890 a absolvit Colegiul Imperial de Drept și a intrat în serviciul Ministerului Justiției.
Apoi a fost procuror-adjunct al judecătoriilor din guberniile: Lomzînski (1897–1900), Novgorod (1900–03) și Sankt Petersburg (1903–06). În timpul războiului ruso-japonez a fost prezent ca un comisar al Crucii Roșii.
Fiind familiarizat cu problemele țăranilor, la 22 septembrie 1906 a fost numit șef al sectorului agricol din guberniile Herson și Basarabia, precum și al proprietății de Stat, cu sediul în Odesa. La 6 decembrie 1908 a promovat la rangul de consilier de stat. În 1915 a fost numit guvernator al Basarabiei, și a deținut funcția respectivă până la revoluția din februarie, când a fost demis la  cererea sa.
După Revoluția din Octombrie a fost unul dintre principalii lideri ai Uniunii proprietarilor din Ucraina. A fost un delegat din cadrul guberniei Kiev la Congresul agricultorilor de pe 29 aprilie 1918, proclamat de generalul Skoropadski. A fost un ministru-adjunct de interne în cabinetul lui Fedir Lizogub, iar apoi ministrul mărturisirii în cabinetul lui Serhi Gerbel⁠(uk)[traduceți].
În noiembrie 1918, a fost trimis la conferința de la Iași pentru a informa Aliații cu privire la situația din Ucraina și intenția sa și a guvernului hatmanului de a sprijini Armata Albă în lupta împotriva bolșevicilor. La sfârșitul lunii noiembrie, același an, a fost arestat la stația Jmerînka de către membrii Armatei Republicii Populare Ucrainene, inamici ai hatmanului, și a fost mai întâi torturat, apoi ucis.